# Gréco chante Mac Orlan
Albums de Juliette Gréco
Enregistrement public à l'ABC
(1962) Juliette Gréco à Bobino
(1964)
Singles
1. J'ai dans la Caroline — Terre Promise
2. Le Tour du Monde — Matines

Gréco chante Mac Orlan est un album studio de Juliette Gréco sorti en 1964.
De leur gestation à leur sortie, les 11 chansons ont été enregistrées avec trois arrangeurs entre juin 1961 et mai 1963. 

## Frontispice de l'album par Pierre Mac Orlan
« Ce disque contient une somme d'expériences, pour ma part, vécues entre 1899 et 1918. Je suis situé dans le décor de mes mots, mis en musique par Philippe-Gérard dont l'amitié est égale à son talent. Gréco accepte la responsabilité de présenter ces images, dont la plupart sont détruites par l'inexorable insouciance de la plupart des hommes. C'est une artiste d'une personnalité sincère. Quant à moi je suis souvent présent dans le décor et l'action de ces chansons. Par exemple, dans Jean de la Providence de Dieu, je buvais à sa table dans le bar de Frances, à Rouen. Lenglois était à mes côtés. Quand nous nous séparâmes tous à l'aube, Jean de la Providence demeura dans le bar pour cuver son vin. Ce fut une erreur de Frances de le laisser dormir. Le lendemain, Jean de la Providence disparut en emportant le contenu de la caisse. C'est alors que nous sûmes qu'il n’avait jamais été matelot… Ce n'était qu'un pauvre diable dont la misère exaltait l'imagination. La misère est une grande force que rien ne peut anéantir, pas même un manteau de vison sur les épaules d'une jolie fille… »

— Pierre Mac Orlan de l'Académie Goncourt.

## Titres
| 1.    | Le Tour du Monde                           | 3:05 |
| 2.    | Jean de la Providence de Dieu              | 4:26 |
| 3.    | Terre promise (La Chanson de Botany Bay)   | 2:37 |
| 4.    | Comptine                                   | 3:39 |
| 5.    | Le Pont du Nord                            | 3:15 |
| 6.    | J'ai dans la Caroline                      | 3:55 |
| 7.    | Le Départ des Joyeux                       | 1:48 |
| 8.    | Je peux vous raconter (Les Quatre Saisons) | 2:22 |
| 9.    | Matines (Ketje Siska)                      | 2:22 |
| 10.   | Tendres promesses (Recouvrance)            | 3:21 |
| 11.   | Souris et Souricières                      | 2:06 |
| 32:56 |                                            |      |

## Thèmes et contexte
Gréco alla souvent rendre visite à Pierre Mac Orlan dans sa maison de Saint-Cyr-sur-Morin. Souvent accompagnée par le compositeur Philippe-Gérard, quelquefois avec son amie Françoise Sagan. « Les trois éblouis » (sic) écoutèrent longuement Mac Orlan leur raconter ses voyages. Gréco s'imprégna de l'atmosphère trouble des ports, de leurs bars à matelots et des histoires de ces filles perdues déportées dans des rafiots jusqu'aux îles du bout du monde :
 

Un juge en robe et perruque,

Attendri par mon minois,

De la corde, sauva ma nuque

Grâce aux colonies du roi.
Gréco repartit donc avec, dans son cœur et dans sa tête, ces souvenirs de l'écrivain qu'elle sut retranscrire avec tous les accents dramatiques ou argotiques chers à l'auteur du Quai des brumes. De Paris et de ses faubourgs, de ses anciennes fortifications (Le Pont du Nord, Le Départ des Joyeux) en passant par les ports normands (Jean de la Providence de Dieu), par les ports bretons (Tendres promesses), elle traverse les lagunes flamandes (Comptine, Matines) :
Jef Seppen s'est noyé,

Dans l'estuaire de l'Escaut,

Devant le vieux Rydeack,

Et quelques caboulots,

À l'heure où les lanternes

S'éteignent dans les eaux.
Puis, sautant des docks de Londres jusqu'en Australie (Terre promise), elle arrive sur le continent américain (Le Tour du monde, J'ai dans la Caroline) :
Près de Savannah dans le Texas,

Entre Galveston et Dallas,

C'était le bon temps des gardiens de vaches.

Ils jetaient l'or comme des mégots

Dans les bars de San Francisco

À l'heure où les filles s'amourachent.

En ce temps-là, j'avais vingt-cinq ans

Et je trouvais le jeu très amusant.
Enfin, la voila qui rentre en France via Marseille (Souris et Souricières, Je peux vous raconter) et elle nous confirme avec les mots de Mac Orlan :
Je peux vous raconter l'histoire,

Celle de mes quatre saisons,

Afin d'en faire une chanson,

Une chanson très provisoire…
Provisoire ? Non, puisque voilà gravé Le Tour du monde de Mac Orlan en onze chansons, onze tranches de vie immortalisées pour satisfaire l'écrivain qui se plaignait de la destruction des images du temps passé par « l'inexorable insouciance de la plupart des hommes ».

## Crédits

### Paroles et musique
- Paroles de Pierre Mac Orlan et musique de Philippe-Gérard

### Production
- Producteur : Gérard Meys
- Éditeur d'origine : Éditions Philippe-Gérard
- Dates d'enregistrement au Studio Blanqui à Paris : 
  - 30 juin 1961 avec André Popp et son orchestre : Tendres promesses (Recouvrance), Le Départ des Joyeux, Terre promise (La Chanson de Botany Bay), Comptine, Je peux vous raconter (Les Quatre Saisons)
  - 20 février 1962 avec Jean-Michel Defaye et son orchestre : Jean de la Providence de Dieu
  - 31 mai 1963 avec François Rauber et son orchestre (35 musiciens dont Didi Duprat à la guitare et Joë Rossi à l'accordéon) : Le Tour du monde, J'ai dans la Caroline, Le Pont du Nord, Matines (Ketje Siska), Souris et Souricières
- Album original : 33 tours / LP  — Son Haute Fidélité Monorale Philips — Collection Rencontres / B 77.933 L, sorti en février 1964
- Photographies : recto pochette, Azoulay (portrait couleur de Juliette Gréco) et X (photo noir et blanc de Pierre Mac Orlan)
- Première édition en CD  : Mercury France 548388-2 sorti en 2001 — Stéréo

## Autour de l’album
- Gréco vue par Mac Orlan : « Si vous entendez une voix qui est l'appel de l'ombre, c'est Gréco. Si les yeux clos, vous entendez la chanson de votre adolescence… c'est Gréco. C'est Juliette Gréco qui mène la chanson chez qui la lui réclame. »[9]
- Mac Orlan vu par Gréco : « Mac Orlan et son béret à carreaux qui contenait de si surprenantes anecdotes et qu'il sortait comme un prestidigitateur sort les foulards ou le lapin du fond de son gibus. Le béret n'était pas truqué. »[9]« J'ai eu la joie, accompagnée de Françoise Sagan, d'aller voir l'écrivain Mac Orlan chez lui, à la campagne, dans sa maison de Saint-Cyr-sur-Morin. Inoubliable rencontre. J'avais choisi dans son œuvre fertile onze chansons et il désirait me voir. L'auteur de Quai des brumes est un grand conteur d'aventures imaginaires. Voyageur immobile, sous son béret à pompons, il invente des mondes exotiques et des récits extraordinaires. Bousculés par son singe farceur, assourdis par son perroquet Dagobert gourmand de chocolat, les rendez-vous sont animés. »[12]
- Un bref portrait de Pierre Mac Orlan (1882-1970) : Nous sommes en 1898. Ce passionné de rugby commence à 16 ans une vie en solitaire en quittant Orléans et sa famille pour entrer à l'École Normale de Rouen. À 17 ans, il s'enfuit à Paris et crève la faim à Montmartre en s'essayant comme artiste-peintre. L'aventurier Mac Orlan est né. Retour à Rouen en 1901 où il devient correcteur d'imprimerie le soir. Mais il est fêtard la nuit dans les bouges à matelots de Rouen et du Havre où il apprend à jouer de l'accordéon[13]. Puis il devient illustrateur et visite Londres et ses docks avant d'effectuer, en 1905, son service militaire à Mourmelon (Marne). Retour à Montmartre où sa vie de bohème lui fait rencontrer une dame fortunée et voyageuse dont il deviendra l'accompagnateur et le secrétaire. Elle le laisse en rade à Palerme. Il revient en France via Marseille où il demeure quelque temps près du port de La Joliette. Retour à Montmartre en 1908. Il écrit pour plusieurs journaux à partir de 1910. L'écrivain Mac Orlan est né. Il a déjà les moyens de se payer des vacances d'été en Bretagne (surtout dans ses ports mal famés). À Montmartre, il trouve la femme de sa vie, Marguerite Luc, ex-modèle de Picasso, qu'il épouse en 1913. En 1914, il part guerroyer, mais, blessé et décoré, il est vite réformé. Puis, à partir de 1918, mettant à profit sa « somme d'expériences vécues » (sic), grâce à son grand talent d’écrivain, il publie romans, récits, contes, nouvelles, essais, reportages, poèmes et textes de chansons. C'est avec Marguerite et un confort financier que cet « aventurier immobile » choisit de s'établir, en 1924, à Saint-Cyr-sur-Morin en Seine-et-Marne, son port d'attache jusqu'à sa mort.
- Gréco avait déjà enregistré, en 1954, une chanson de Mac Orlan, La Chanson de Margaret (orchestration de Michel Legrand). Plus tard, en 1967, elle enregistrera également La Fille de Londres (orchestration d'André Popp). Ces deux chansons sont des reprises. Elles avaient été créées par Germaine Montéro en 1952 sur des musiques composées par V. Marceau (pseudonyme de l'accordéoniste Marceau Verschueren). En 1967, Philips réédite l'album Gréco chante Mac Orlan en version de luxe (33 tours / LP Collection Nombre d'or — P. 70.446 L) en lui intégrant La Fille de Londres[14].

## Distinctions
- 1964 : Grand Prix de l'Académie Charles-Cros décerné à l’album.